# 祖奧·彭利拿
祖奧·柏度·達施華·彭利拿（葡萄牙語：João Pedro da Silva Pereira，1984年2月25日—），葡萄牙足球運動員，生於里斯本，現時效力土耳其足球超级联赛球會特拉布宗，司職右後衞。
彭利拿在2012年歐洲國家盃代表葡萄牙上陣。

## 球會生涯

### 賓菲加
彭利拿出身自葡萄牙勁旅賓菲加青訓系統，在2003年8月17日作客0–0戰和博維斯塔的賽事中完成職業首秀，賽季總結上陣25場聯賽，主要位置為中場。彭利拿是2004–05賽季冠軍團隊的正選球員，卻因為與領隊罗纳德·科曼不和而被棄置後備席，後來更被調至B隊作賽，直至2006年另一支葡超球隊吉爾維森特以先借後買的形式簽下彭利拿。

### 布拉加
2007–08賽季開始前，布拉加購入已轉踢右後衞的彭利拿，頂替投奔賓菲加的路爾斯·菲臘。 加盟後，他隨即成為新東主穩定的正選，並在2009年2月22日的賽事最後關頭攻入個人首球，以2–1驚險擊敗拿華。兩個賽季總計，彭利拿共領獲18張黃牌和1紅牌。

### 士砵亭
2009年12月22日，彭利拿加盟士砵亭，轉會費3百萬歐元。當時，士砵亭已落後榜首的布拉加和賓菲加12個積分，最終只得第4位。他是士砵亭2010–11赛季的重要一員，兼任後衞和中場，最終球隊得第3位。季中，彭利拿在2011年4月30日主場對樸迪莫倫斯的賽事攻入一球，但卻在同一賽事中因對球證出言不遜而被逐。

### 華倫西亞
2012年5月24日，彭利拿與西甲勁旅華倫西亞簽約3年，可按情況延長1年，轉會費360萬歐元。他在2011–12賽季首輪完成西甲首秀，並打滿全場90分鐘，助華倫西亞1–1作客迫和皇家馬德里。

## 國家隊生涯
彭利拿在2010年10月首度獲新領隊本托徵入葡萄牙國家足球隊，在2012年歐洲國家盃外圍賽對丹麥賽事中首次為國上陣。2012年5月，他入選葡萄牙隊大名單，隨隊出征2012年歐洲國家盃。

## 外部連結
- ForaDeJogo檔案 （页面存档备份，存于）
- Transfermarkt檔案 （页面存档备份，存于）

 维基共享资源上的相關多媒體資源：祖奧·彭利拿